# Galería Nacional de Victoria
La Galería Nacional de Victoria, popularmente conocido como la NGV por sus siglas en inglés, es un museo y galería de arte de Melbourne, Australia. Fundada en 1861, es la galería de arte más antigua y la más grande de Australia,  abierta al público en general. La galería principal está situada en St Kilda Road, Southbank (al lado del centro de Melbourne), con una sucursal en Plaza de la Federación, también en Melbourne.    

## Historia
Cuando la galería comenzó a funcionar, Victoria había sido una colonia independiente por solo diez años, pero durante el despertar de la fiebre del oro de Victoria pasó a convertirse en la colonia más rica de Australia, y Melbourne, en su más grande ciudad. En 1859, el gobierno local prometió £2000 para la compra de moldes de yeso de esculturas, las cuales fueron exhibidas por primera vez en la Librería Pública de Swanston Street el 24 de mayo de 1861. A principios de los 1860s se apartó más dinero para el establecimiento de la primera "Galería Nacional". En 1860 y 1865, Nicholas Chevalier y Frederick Grosse respectivamente, dibujaron grandiosas visiones para una elaborada galería y librería localizada en la calle Lonsdale y Swanston, sin embargo tales visiones nunca fueron concretadas.

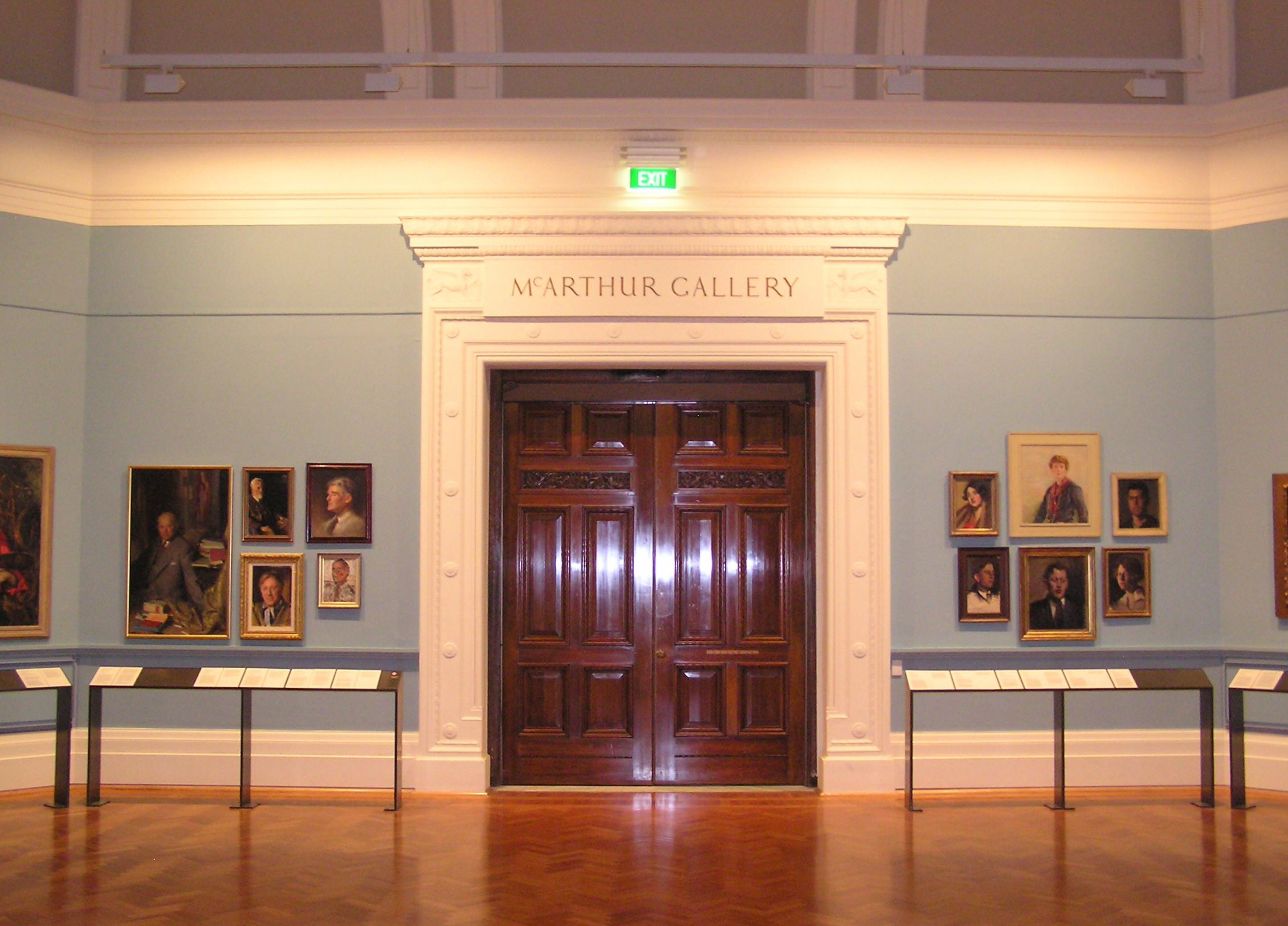
Entrada a la Galería McArthur en Swanston Street, la cual fue la primera estancia permanente de la colección, hoy casa de la colección de pintura de la Librería Estatal de Victoira.

El 24 de mayo de 1874, se inauguró la primera galería especial, la Galería McArthu, en la sala McArthur de la Librería Estatal. Ésta pretendía ser un establecimiento temporal mientras se construía la visión. Sin embargo tal edificio no se construyó y en su lugar el complejo se fue desarrollando a lo largo de varias décadas.
El 1867 se fundó la Galería Nacional de la Escuela de Arte de Victoria, asociada con la galería, y se mantuvo liderando el entrenamiento artístico académico en Australia hasta alrededor de 1910. Algunos de sus graduados se convirtieron en artistas muy significativos en Australia.
En 1887, se abrió la Galería Buvelot (luego Salón Swinburne) junto con los estudios de la Escuela de Pintura. En 1892, se adicionaron dos galerías más: Stawell (hoy Cowen) y La Trobe.
La colección de la galería fue lograda a partir de regalos de trabajos y donaciones monetarias, siendo la más significativa el legado dejado por Alfred Felton en su testamento, que desde 1904 ha ayudado a adquirir más de 15'000 trabajos de arte. Desde entonces, la galería había mantenido planes para construir una instalación permanente, pero no fue hasta 1943 que el Gobierno Estatal escogió un sitio, El parque de Wirth, al sur del Río Yarra. 3 millones de libras australianas fueron puestas a plazo en febrero de 1960, con Roy Grounds como el arquitecto.
En 1962, Roy Grounds se desentendió de sus compañeros Frederick Romberg y Robin Boyd, reteniendo la comisión y diseñando la galería en St Kilda Road. Para 1967, el nuevo complejo de 14 millones de dólares empezaba a tomar forma. La galería fue finalmente trasladada al nuevo edificio en 1967-1968. El nuevo edificio revestido de piedra azul fue oficialmente inaugurado el 20 de agosto de 1968 por el presidente estatal, Henry Bolte.
En 1999, se propuso un proyecto de remodelación del edificio estimado en 161.9 millones de dólares, con Mario Bellini como el arquitecto escogido. La propuesta era dejar la estructura arquitectónica original intacta incluyendo la fachada exterior y el techo de vidriera policromada de Leonard French, modernizando los espacios. Durante la remodelación, muchos trabajos fueron movidos a un anexo temporal externo conocido como la "NVG en Russell", en la Librería Estatal, con su entrada en la calle Russell.
El 10 de octubre del años 2000 se lanzó una maratón para recaudar fondos para remodelar la instalación. Aunque el gobierno estatal dio la mayor parte de los donativos, se buscaron adicionalmente donaciones privadas. La maratón logró su meta, obteniendo 15 millones de dólares de la Fundación Ian Potter, $3 millones de la Lotti Smorgon, $2 millones de la Fundación Clemenger, y $1 millón de la fundación James Fairfax y de la Fundación Pratt.
La NVG en Russell cerró el 30 de junio de 2002 para dar paso a la nueva galería en St Kilda Road, inaugurada el 4 de diciembre de 2003 por el presidente estatal, Steve Bracks.

## Obras sobresalientes
La galería tiene cerca de 63 000 obras de arte, entre las que son dignas de citar: Virgen con el Niño de Giovanni Toscani, Sagrada Familia de Perino del Vaga, Retrato de Luis XIII de Francia de Rubens, El Milagro de los panes y los peces de Giambattista Pittoni, La confesión del Giaour (infiel) de Delacroix, Ulises y las sirenas de John William Waterhouse, Virgen que lee con el Niño (copia de un original de Jan Van Eyck), Mujer desnuda leyendo de Robert Delaunay, o la medalla conmemorativa International Exposition Milan 1906 de Giannino Castiglioni.
También hay ejemplos de Claudio de Lorena, Mattia Preti, Johann Zoffany, Thomas Gainsborough, Gustave Doré, Alfred Sisley, Claude Monet, Cézanne, David Hockney...